# Северный горно-обогатительный комбинат
Частное акционерное общество «Северный горно-обогатительный комбинат» (СевГОК; укр. Північний гірничо-збагачувальний комбінат, ПівнГЗК) — крупнейшее в Европе горнодобывающее предприятие с законченным циклом подготовки доменного сырья — железорудного концентрата и окатышей.
СевГОК входит в состав холдинга «Метинвест». Комбинат расположен в Кривом Роге Днепропетровской области.

## История
В соответствии с приказом Министерства чёрной металлургии СССР от 1953 года была выбрана площадка под строительство горно-обогатительного комбината. В 1958 году было принято постановление ЦК КПСС и Совета Министров СССР о строительстве комбината.
Годом рождения комбината считается 1963, когда обогатительная фабрика выдала первый концентрат. Комбинату было присвоено имя Комсомола Украины.
- 1971 — комбинат награждён орденом Ленина[1].
- 1975 — комбинат награждён Орденом Труда ЧССР[2].
- 1992 — добыта миллиардная тонна руды.
- 1996 — комбинат преобразован в открытое акционерное общество.
- 2000 — в связи с экономическим кризисом на Украине объём производства концентрата уменьшился в 5 раз до 3,8 млн тонн.
- 2006 — ГОК вошёл в состав группы «Метинвест».

## Характеристика
В состав предприятия входят:
- два карьера (Первомайский и Анновский) общей фактической мощностью 26,6 млн тонн сырой руды в год;
- две рудо-обогатительные фабрики (РОФ) фактической мощностью более 12 млн тонн железорудного концентрата в год;
- три фабрики окомкования (ФОК) фактической мощностью свыше 10 млн тонн окатышей в год;
- вспомогательные цеха, обслуживающие основное производство.

На начало 2013 года на Северном ГОКе работало более 7000 человек, средняя заработная плата — 5300 гривен.

### Сырьевая база
Сырьевой базой СевГОКа являются железистые кварциты Кривбасса. Первомайское и Анновское месторождения, промышленные запасы которых в проектном контуре составляют 700 млн тонн и 500 млн тонн соответственно.

### Продукция
СевГОК производит сырьё для металлургии:
- железорудный концентрат с содержанием железа 66 %;
- окатыши с содержанием железа 60,3 % и 63,5 %.

На долю производства СевГОКа приходится до 45 % железорудных окатышей и около 20 % железорудного концентрата на Украине.
В 2010 году произведено:
- железорудного концентрата — 14,218 млн тонн;
- окатышей — 9,904 млн тонн.

В 2020 году произведено:
- железорудного концентрата — 12 650 тыс. тонн;
- окатышей — 6500 тыс. тонн.

Основные потребители продукции: «Криворожсталь», «Запорожсталь», Камет-сталь, Днепровский металлургический завод, меткомбинаты Польши, Румынии, Чехии, Словакии, Австрии, Болгарии, Сербии, Турции, Китая.

## Персоналии
Директора:
- Решетняк Валентин Зиновьевич;
- Семенко Павел Иванович;
- Елезов Василий Михайлович (1972—1976);
- Толочко Михаил Григорьевич;
- Панчошный, Николай Максимович (май 1979—1997);
- Коваленко Игорь Анатольевич;
- Колесник, Николай Дмитриевич;
- Глазунов, Сергей Николаевич;
- Вилкул, Александр Юрьевич;
- Удод, Евгений Григорьевич;
- Шпилька Андрей Михайлович;
- Левицкий Андрей Павлович;
- Тимошенко Павел Геннадьевич;
- Скачков Андрей Анатольевич;
- Тонев Игорь Михайлович.

## Награды
- Орден Ленина (4 января 1971) — указом Президиума Верховного Совета СССР за достигнутые коллективом успехи в выполнении задания пятилетнего плана по увеличению выпуска и улучшению качества железорудного сырья и в совершенствовании технологии производства;
- Орден Труда ЧССР (19 марта 1975) — решением ЦК Компартии ЧССР и правительства ЧССР за братскую помощь в развитии чехословацкой промышленности.